# Svanetija
Svanetija (gruzijsko სვანეთი, Svaneti; v antičnih virih Suania) je zgodovinska regija v Gruziji, na severozahodu države. Naseljujejo jo Svani, etnična podskupina Gruzijcev.

## Geografija
Svanetija je najvišje naseljeno območje na Kavkazu, ki leži na južnih pobočjih osrednjih Kavkaški gora in je obkrožen s 3000–5000 m visokimi vrhovi. V regiji so štirje od 10 najvišjih vrhov Visokega Kavkaza. Tukaj je tudi najvišja gora v Gruziji, gora Šhara (5201 m). Izstopajoči vrhovi so Tetnuldi (4974 m), Šota Rustaveli (4960 m), Ušba (4710 m), Ailama (4525 m) in tudi Lalveri, Lacga in drugi.
Svanetija ima dva dela, ki ustrezata dvema naseljenima dolinama:
- Zgornja Svanetija (Zemo Svaneti) ob zgornjem toku reke Enguri; del upravne regije Mingrelija - Gornja Svanetija (Samegrelo-Zemo Svaneti); glavno mesto Mestia
- Spodnja Svanetija (Kvemo Svaneti) ob zgornjem toku reke Chenisckali; upravno del regije Rača-Lečhumi in Spodnja Svanetija (Rača-Lečhumi da Kvemo Svaneti); glavno mesto Lentehi.

Ločuje jih Svanetsko pogorje, ki je skoraj tako visoko kot glavni kavkaški greben. Zgodovinska Svanetija je vključevala tudi Kodorsko dolino v sosednji uporniški provinci Abhaziji ter del sosednjih rečnih dolin Kuban in Baksan severno od grebena Kavkaza, danes v Rusiji. Friedrich von Bodenstedt je leta 1848 zapisal, da je do Zgornje Svanetije mogoče priti le po težki pešpoti, ki je bila pozimi zaprta.

### Pokrajina
V Svanetiji prevladujejo gore, ki jih prepredajo globoke soteske. Večji del regije, ki leži pod 1800 metri nadmorske višine, pokrivajo mešani in iglasti gozdovi. Gozdno območje sestavljajo drevesne vrste, kot so smreka, kavkaška jelka (Abies nordmanniana), bukev (Fagus orientalis), hrast in Beli gaber. Druge vrste, ki so manj pogoste, vendar jih na nekaterih območjih še vedno najdemo, so kostanj, breza, javor, rdeči bor in navadni pušpan. Območje, ki se razteza od 1800 metrov do približno 3000 metrov nadmorske višine, sestavljajo alpski travniki in travišča. Večna snežišč in ledeniki prevzamejo območja, ki so nad 3000 m nadmorske višine. Regija je znana po ledenikih in slikovitih vrhovih. Simbol Svanetije je verjetno gora Ušba, ki se dviga nad Engursko sotesko in je vidna iz številnih delov regije.

### Podnebje
Podnebje Svanetije je vlažno in nanj vplivajo zračne mase, ki prihajajo iz Črnega morja skozi vse leto. Povprečne temperature in padavine se glede na višino močno razlikujejo. Letne padavine se gibljejo med 1000 in 3200 mm. Največ padavin pade v gorah Visokega Kavkaza. Za regijo so pozimi značilne zelo močne snežne padavine, plazovi so pogost pojav. Snežna odeja lahko na nekaterih območjih doseže 5 metrov. Na splošno so za najnižja območja Svanetije (800–1200 metrov) značilna dolga, topla poletja in razmeroma hladne in snežne zime. Srednja nadmorska višina (1200–1800 metrov nadmorske višine) doživi sorazmerno topla poletja in hladne zime. Območja nad 2000 m nadmorske višine ležijo v območju, kjer so kratka, hladna poletja (manj kot 3 mesece) in dolge in hladne zime. Veliki deli Svanetije ležijo nad 3000 m nadmorske višine, območje, ki nima pravega poletja. Zaradi bližine Črnega morja je regiji prizaneseno z izjemno nizkimi zimskimi temperaturami, ki so značilne za visoke gore.

## Zgodovina
Svani se ponavadi poistovetijo s Soanes, ki jih omenja grški geograf Strabon in jih je postavil bolj ali manj na območje, ki ga še danes zasedajo sodobni Svani. Pokrajina je bila kolonija Kolhide in njenega naslednika kraljestva Lazica (Egrisi) do leta 552 n. št., ko so Svani izkoristili vojno Lazice, zavrnili to povezavo in prešli k Perzijcem. Bizantinci so si to regijo želeli, saj bi lahko, če bi si zagotovili njene prelaze, preprečili perzijske napade na obmejna območja Lazice. S koncem vojne (leta 562) je Svanetija spet postala del Lazice. Potem se je provinca pridružila Abhazijskemu kraljestvu (Janez in Adarnase iz rodbine Šavliani, 871–893), da bi oblikovala enotno monarhijo, ki je bila v začetku 11. stoletja vključena v Kraljevino Gruzijo. Svanetija je v njej postala vojvodstvo (saeristavo), ki ga je upravljal vojvoda (eristavi). Pravoslavna kultura v provinci je cvetela zlasti v gruzijski 'zlati dobi' pod kraljico Tamaro (vladala 1184-1213), ki so jo Svani častili skoraj kot boginjo. Legenda pravi, da je Tamara vsako leto obiskala vojvodstvo. Svani so bili stoletja znani kot goreči bojevniki. Njihov napihljivi bojni prapor je zaradi svoje oblike dobil ime Lemi (Lev).
Plenilski Mongoli niso nikoli dosegli Svanetije in regija je za nekaj časa postala kulturno varna hiša. Po dokončnem razpadu Kraljevine Gruzije v 1460-ih so se začeli boji za nadzor nad regijo. Del Zgornje Svanetije je tvoril neodvisno kneževina pod knezi Dadeškeljani, vejo družine Gelovani, medtem ko so Spodnjo Svanetijo, ki so jim prvotno vladali knezi Gelovani, začasno uzurpirali in pokorili mingrelijski knezi Dadiani. Soočen z resnimi notranjimi spopadi, je knez Ciok 'Dadeškeliani iz Svanetije 26. novembra 1833 podpisal protektoratski sporazum z Ruskim cesarstvom. Območje je bilo težko dostopno in je ohranilo pomembno avtonomijo do leta 1857, ko je Rusija izkoristila dinastični fevd v Svanetiji in učinkovito odpravila avtonomijo kneževine. Leta 1875 so Rusi poostrili svojo vladavino z uvedbo dodatnih davkov. Sledili so protesti in Rusija je proti regiji napotila čete. Kljub temu, da so utrpele velike izgube, so ruske vojaške enote upornike uničile, ki so leta 1876 sežgali njihovo trdnjavo Halde.
Del ruskega governorata Kutais je bila Svanetija pod sovjetsko oblastjo razdeljena na dva rajona: Mestia (nekdanji Sethi) in Lentehi. Leta 1921 se je v regiji zgodila neuspešna prosovjetska svanetska vstaja.
Leta 1987 so plazovi uničili več domov in ubili najmanj 80 ljudi, od tega veliko šolskih otrok. Potem je Centralni odbor Komunistične partije Sovjetske zveze in Svet ministrov Sovjetske zveze sprejel odredbo, s katero je približno 2500 družin preselil v okrožja vzhodne Gruzije (ekološka migracija v Marneuli, Tetrickaro, Bolnisi, Sagarejo, Gardabani, Dmanisi, Kaspi, Cskaltubo, Honi, Ozurgeti in Lančhuti) . Konec Sovjetske zveze in poznejša gruzijska državljanska vojna sta ustvarila hude socialno-ekonomske težave v regiji. Medtem ko se je prebivalstvo Svanetije upiralo neprijetnim razmeram v visokogorskem okolju, v katerem so živeli stoletja, so vse večje gospodarske težave v zadnjih dveh desetletjih in pogoste naravne nesreče – poplave in zemeljski plazovi aprila 2005 () povzročili močno nagnjenost k migracijam. Pokrajina je postala varno zatočišče za kriminalce, ki grozijo lokalnim prebivalcem in turistom. Obsežne proti-kriminalne operacije, ki so jih marca 2004 izvedle gruzijske posebne sile , so položaj znatno izboljšale.

## Prebivalstvo
Svani, avtohtono prebivalstvo Svanetije, so etnična podskupina Gruzijcev. Do 1930-ih so imeli Mingrelijci in Svani svoje popisno združenje, vendar so jih nato uvrstili v širšo kategorijo Gruzije. So gruzijski pravoslavni kristjani in so bili pokristjanjeni v 4. - 6. stoletju. Vendar se je ohranilo nekaj ostankov starega poganstva. Sveti Jurij (domačinom znan kot Jgëræg), zavetnik Gruzije, je najbolj cenjen svetnik. Svani so ohranili številne svoje stare običaje, vključno s krvnim maščevanjem. Njihove družine so majhne, mož je glava družine. Svani zelo spoštujejo starejše ženske v družinah.
Običajno dvojezični uporabljajo gruzinski in lastni nenapisani svanski jezik, ki skupaj z gruzijskim, mingrelijskim in laziškim jezikom tvorita južnokavkaško ali kartvelijsko družino.

## Kultura in turizem
Svanetija je znana po svojih arhitekturnih zakladih in slikoviti pokrajini. Botanika je legendarna med popotniki. Znane svanetske hiše - svanetski stolpi, postavljeni predvsem v 9. in 12. stoletju, naredijo vasi regije zelo privlačne. V provinci je več deset gruzijskih pravoslavnih cerkva in različne utrjene stavbe. Arhitekturni spomeniki Zgornje Svanetije so vključeni na seznam Unescove svetovne dediščine.
Njihove pesmi in plesi so pomembna kulturna dediščina. Ponašajo se z najbolj arhaičnim tridelnim večglasnim petjem. Večina njihovih pesmi je povezanih s plesom - kolom, izvajajo se zelo glasno in so polne disonantnih akordov .
- Vas-muzej Čažači
- Mestia
- Murqmeli
- Vrh Šhara nad Ušgulijem
- Vas Soli